# Jannis Hopt
Jannis Hopt (* 3. August 1996 in Friedrichshafen) ist ein deutscher Volleyballspieler.

## Karriere
Hopt spielte in als Jugendlicher in seiner Heimat beim VfB Friedrichshafen, mit dem er 2012 Deutscher U18-Meister und 2014 sowie 2015 Deutscher U20-Meister wurde. Bis 2014 spielte Hopt auch bei den Friedrichshafener „Volley YoungStars“ in der zweiten Bundesliga. In der Saison 2014/15 war der Zuspieler beim Bundesligisten Chemie Volley Mitteldeutschland unter Vertrag, kam aber wegen einer langwierigen Knieverletzung kaum zum Einsatz. Danach wechselte Hopt zum Bundesliga-Aufsteiger United Volleys Rhein-Main, mit dem er dreimal in Folge das PlayOff-Halbfinale erreichte. Im Jahr 2018 wechselte er zum Bundesligisten TV Rottenburg und nach dessen Rückzug 2020 zum TSV Giesen, wo er als Angreifer eingesetzt wurde. 2021 ging Hopt nach Thüringen zum Zweitligisten Blue Volleys Gotha und 2022 zum Drittligisten VC Eltmann, mit dem er 2023 in die 2. Bundesliga Süd aufstieg.